# Рабастенс
Рабасте́нс (фр. и окс. Rabastens) — коммуна во Франции, находится в регионе Окситания. Департамент — Тарн. Административный центр кантона Виньобль и Бастид. Округ коммуны — Альби.
Код INSEE коммуны — 81220.

## География

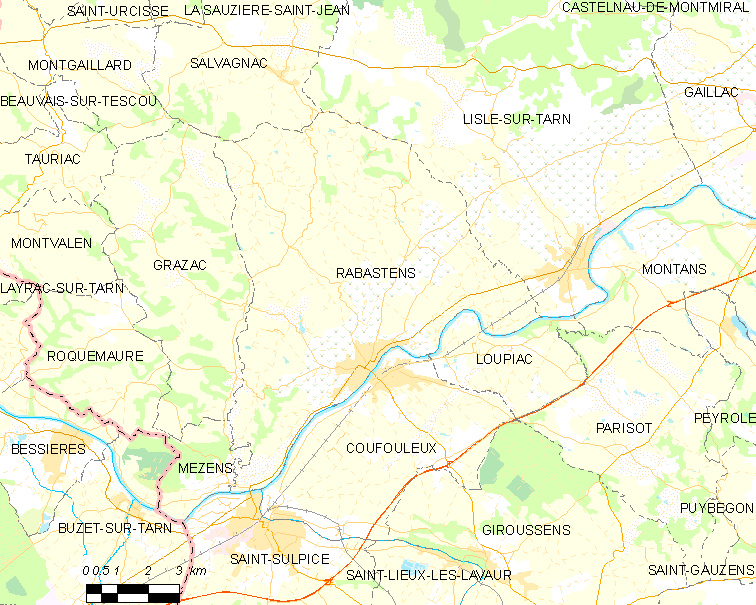
Карта коммуны

Коммуна расположена приблизительно в 570 км к югу от Парижа, в 34 км северо-восточнее Тулузы, в 36 км к западу от Альби.
На юге коммуны протекает река Тарн.

## Климат
Климат умеренно-океанический. Зима мягкая и дождливая, лето жаркое с частыми грозами. Ветры довольно редки.

## Население
Население коммуны на 2010 год составляло 5051 человек.
| 1962 | 1968 | 1975 | 1982 | 1990 | 1999 | 2010 |
| ---- | ---- | ---- | ---- | ---- | ---- | ---- |
| 4133 | 4307 | 4182 | 3806 | 3825 | 4176 | 5051 |

## Администрация
| Период | Период | Фамилия               | Партия                  | Примечания               |
| ------ | ------ | --------------------- | ----------------------- | ------------------------ |
| 1995   | 2002   | Ален Бре              | Социалистическая партия |                          |
| 2002   | 2004   | Мишель Брессоль       | Разные левые            |                          |
| 2004   | 2008   | Андре Куде дю Форесто | Разные правые           |                          |
| 2008   | 2014   | Ален Бре              | Социалистическая партия |                          |
| 2014   | 2020   | Пьер Вердье           |                         | член генерального совета |

## Экономика
В 2007 году среди 2869 человек в трудоспособном возрасте (15—64 лет) 2136 были экономически активными, 733 — неактивными (показатель активности — 74,5 %, в 1999 году было 69,3 %). Из 2136 активных работали 1927 человек (1020 мужчин и 907 женщин), безработных было 209 (93 мужчины и 116 женщин). Среди 733 неактивных 203 человека были учениками или студентами, 299 — пенсионерами, 231 были неактивными по другим причинам.

## Достопримечательности
- Церковь Нотр-Дам-де-Бур (XII век). Исторический памятник с 1899 года.[4]
- Церковь кающихся грешников (XVII век). Исторический памятник с 1960 года.[5]
- Замок Сен-Жери (XIV век). Исторический памятник с 1970 года.[6]
- Здание мэрии (XVI век). Исторический памятник с 1927 года.[7]
- Отель «Ла-Фит» (XVIII век). Исторический памятник с 1989 года.[8]
- Отель «Роллан» (XV век). Исторический памятник с 2007 года.[9]
- Дом XVIII века (по адресу авеню Тулуз, 2). Исторический памятник с 1970 года.[10]
- Дом на площади Мон-дель-Па. Исторический памятник с 1960 года.[11]

## Фотогалерея

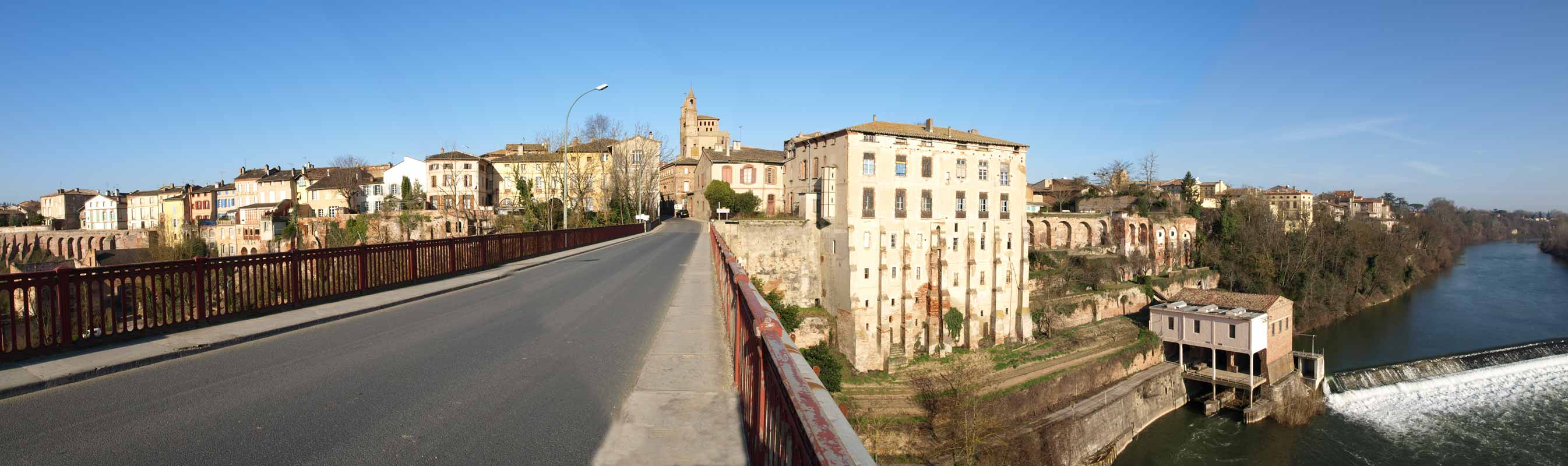
Рабастенс
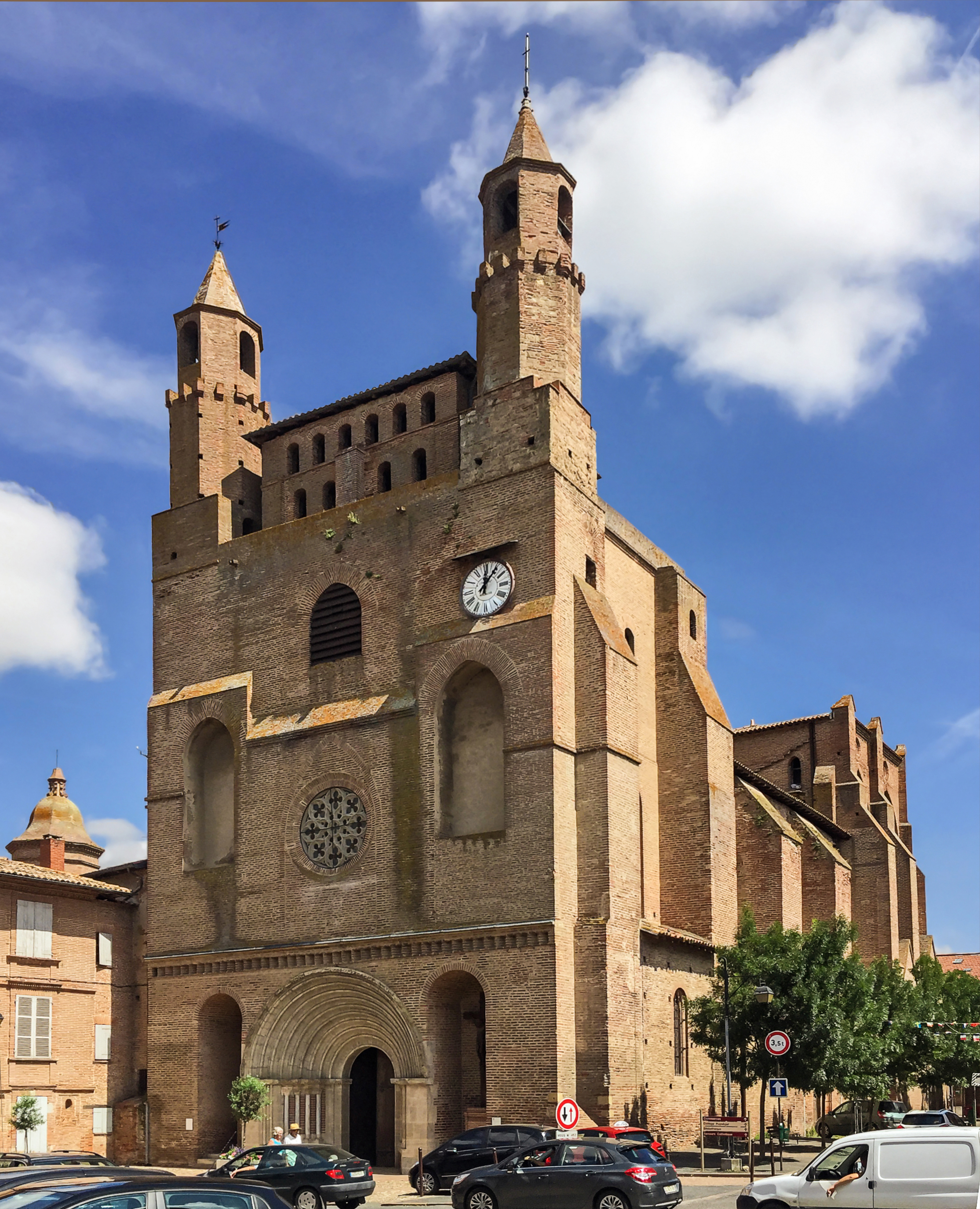
Церковь Нотр-Дам-де-Бур
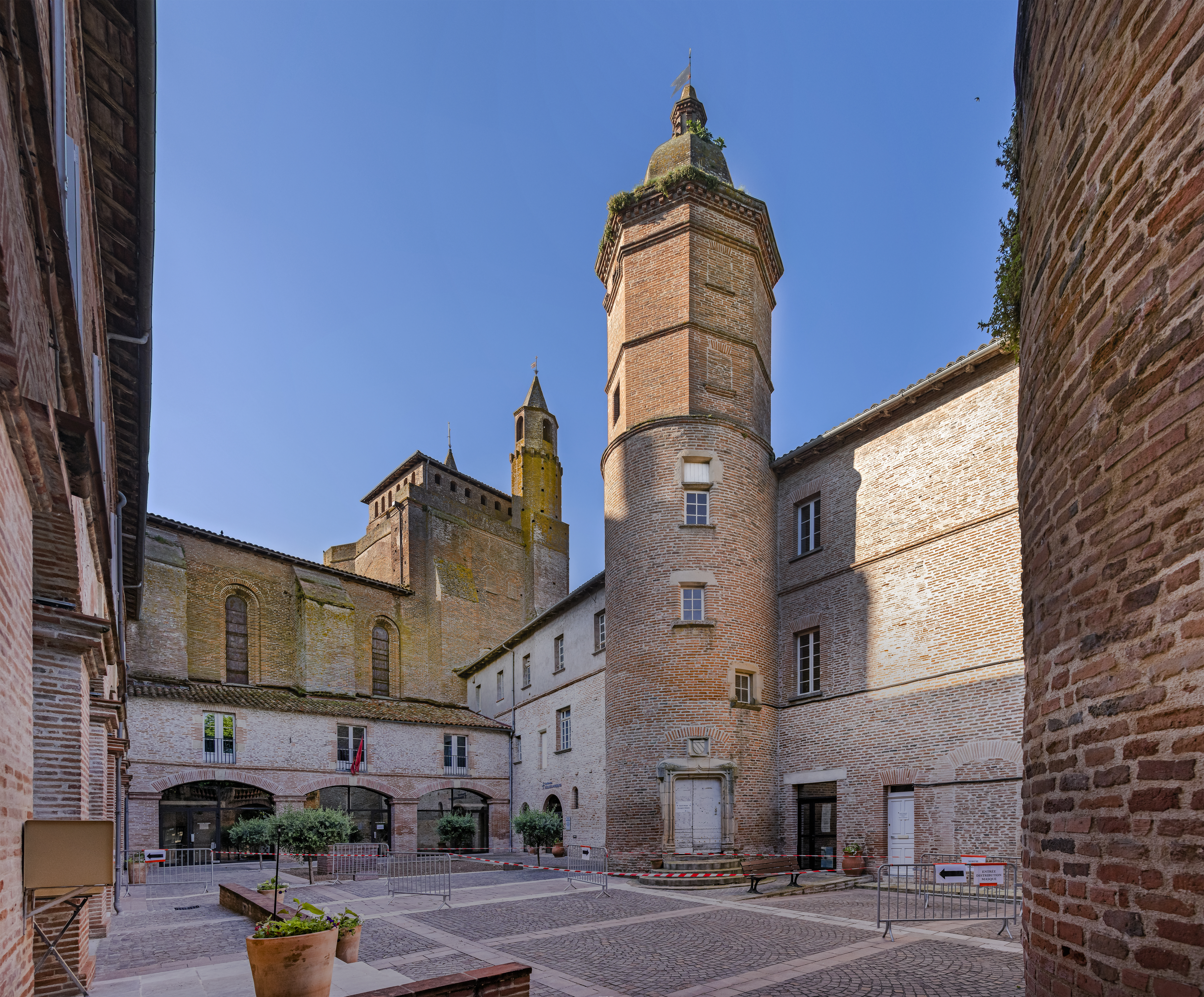
Мэрия
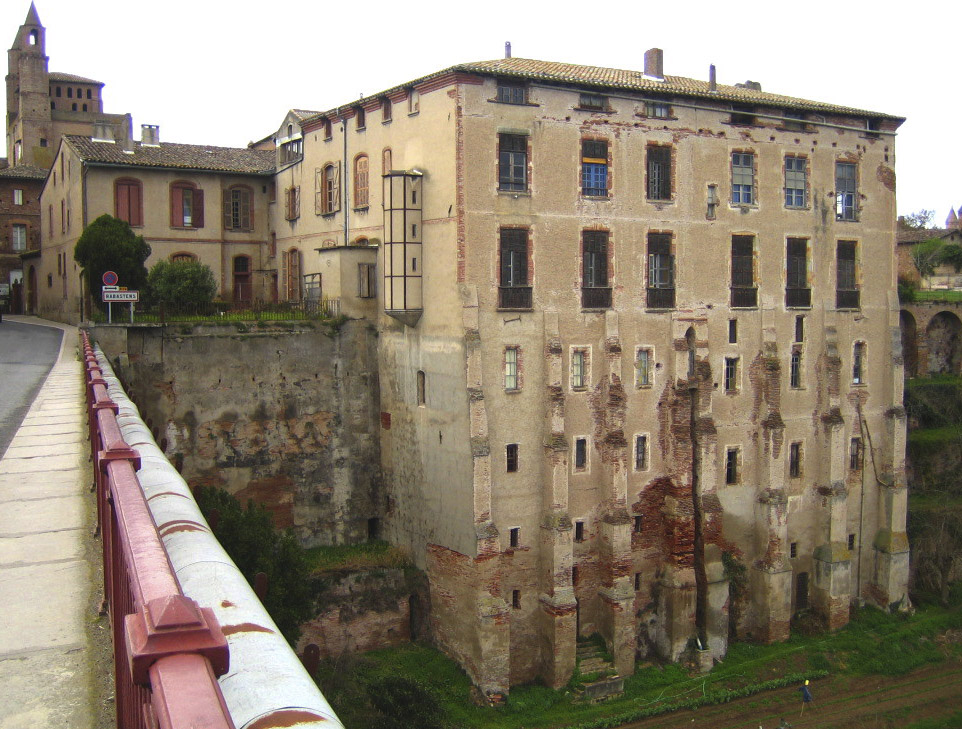
Дом на берегу реки Тарн
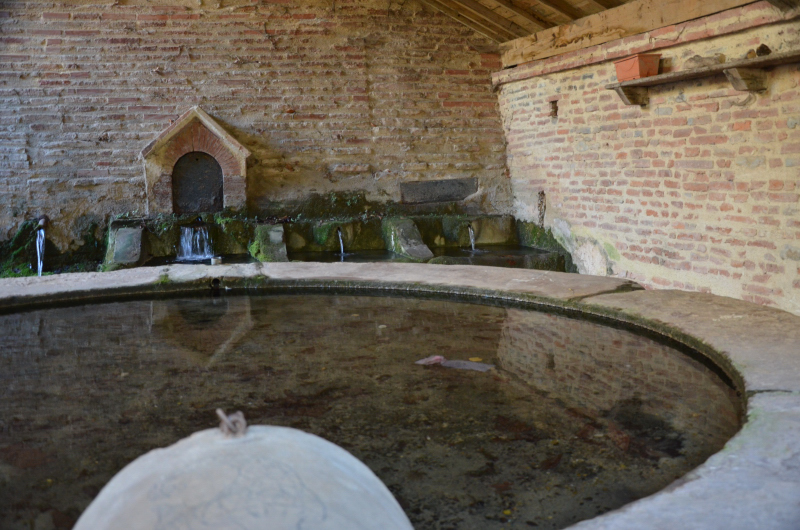
Общественная прачечная
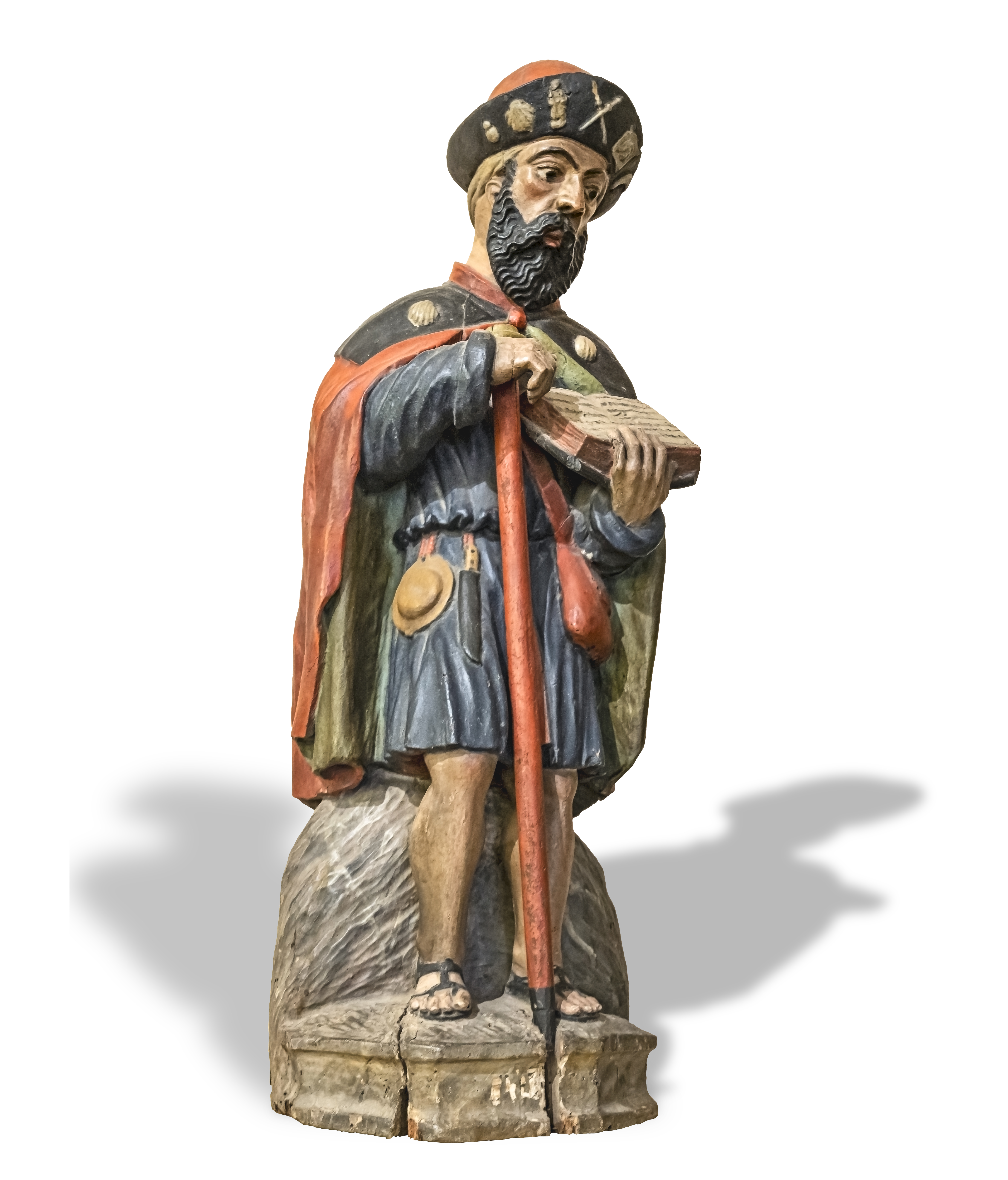
Статуя Св. Иакова